# Krymski Uniwersytet Inżynieryjno-Pedagogiczny
Krymski Uniwersytet Inżynieryjno-Pedagogiczny (crh. Qırım müendislik-pedagogika universiteti, ros. Крымский инженерно-педагогический университет, ukr. Кримський інженерно-педагогічний університет) – publiczna uczelnia wyższa, zlokalizowana w Symferopolu. 
Uczelnia została założona w 1993 roku jako Krymski Państwowy Instytut Przemysłowo-Pedagogiczny. Obecną nazwę oraz status uniwersytetu otrzymała w 2003 roku. 
W skład uczelni wchodzą następujące jednostki organizacyjne:
- Wydział Sztuk Pięknych
- Wydział Filologii Krymskotatarskiej i Tureckiej
- Wydział Ekonomii
- Wydział Inżynierii
- Wydział Inżynieryjno-Technologiczny
- Wydział Historii i Filologii
- Wydział Informatyki
- Wydział Pedagogiki i Psychologii